# Feuer (Heraldik)

Brennendes Geweih im Wappen von Bauen

Gespalten von Silber und Schwarz; vorne ein aufrechter schwarzer Ast, daran übereinander drei rot brennende Zweigstummel (…) Brand b. Marktredwitz

Feuer wird in der Heraldik als gemeine Figur gebraucht, man spricht auch von Flamme, beflammt oder brennend.
Nur Flammen im Wappen wirken durch die geschwungene Darstellung schildfüllend dekorativ.
Die Darstellung als Beibild reicht vom brennenden Ofen bis zu ausbrechenden Vulkanen (Eruptionen). So wird eine Kerze oder eine Fackel mit und ohne Feuer gezeigt. Ein Holzhaufen mit züngelnder Flamme, ein brennender Ast oder ein Stubben im Wappen ist verbreitet. Nur Rauch ist sehr selten. Brennende Dinge können im Wappen von einem Arm oder Wappentier gehalten werden. Auch Feuerkörbe und brennende Berge (Vulkan), aber auch andere brennende gemeine Figuren, sind im Gebrauch. Diese werden als rotbrennend beschrieben, desgleichen auch Gebäude: Die Flammendarstellung wird mit Rot der natürlichen nachempfunden, kann aber auch andere Farbe haben – Brennen kann alles. So ist an einem Geweih an allen Enden eine Flamme möglich.
Viele brennende Dinge können in größerer Anzahl nach den Stellungsmöglichkeiten der Heraldik vorkommen. Zwei Kerzen oder zwei Fackeln können schragenweise gekreuzt werden.
Etliche mythische Wappentiere sind durchweg mit Feuer verbunden, so der Drache.
Ein besonderes Symbol des Feuers ist der Salamander, übertrieben als reptilartiges großes Ungeheuer mit einer Flammengloriole dargestellt. Ihm wird nach antiker Auffassung nachgesagt, im Feuer zu leben und nicht zu verbrennen. Ähnlich dem Phönix kommt er verjüngt aus dem Flammen. Der Phönix steigt in der Heraldik ebenfalls aus einem Feuer empor, wenn es auch nur Asche nach dem Sprichwort sein sollte. Der Panther speit Flammen (Wohlgerüche), er ist das einzige Tier, das der Drache fürchtet.

## Beispiele

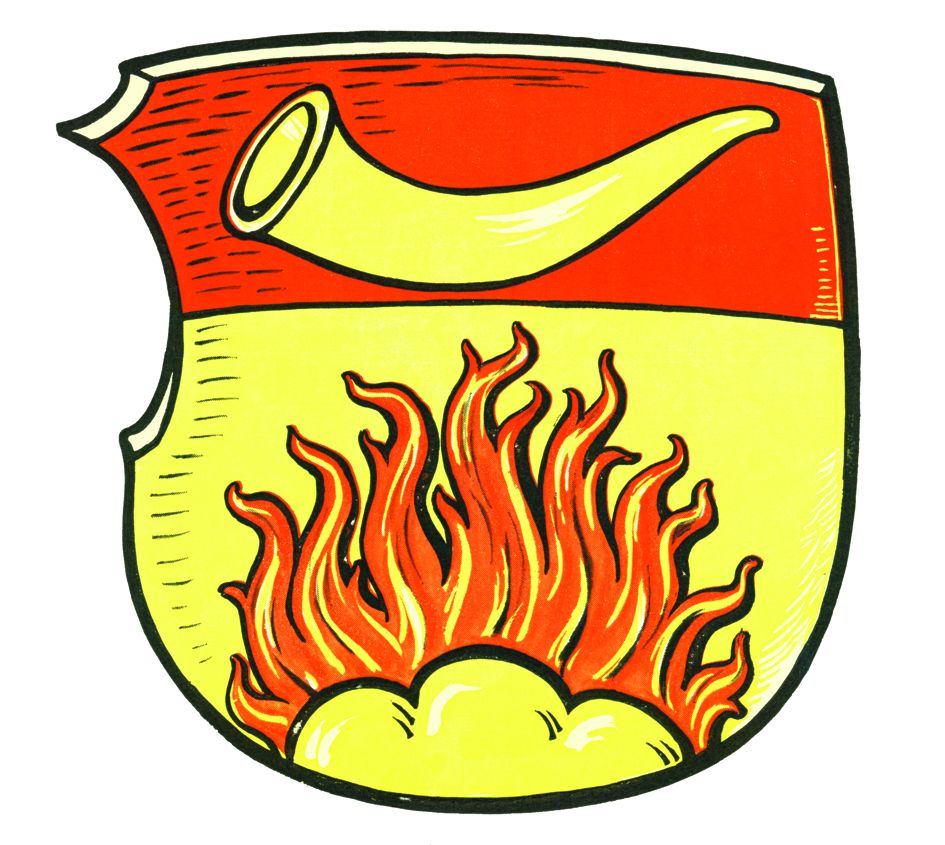
'Brand', redend für Aachen-Brand DE
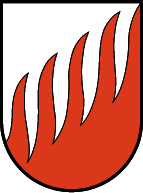
Flammenschnitt (Brand AT)
Redend für Pecher (Becherbach/Pfalz DE)
brennender Bach (Brensbach DE)
brennender Berg redet in Brennberg DE
wie auch für 'Esse': (Essingen DE)
Flamme mit drei Zungen: (Gschwend DE)
als Brand blasoniert (Hemmingstedt DE)
vier Flammen symbolisieren Ortsteile und Geschichte von Jesendorf DE

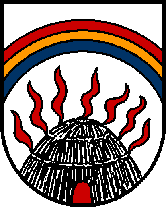
Oberschlierbach AT mit Kohlenmeiler und Regenbogen
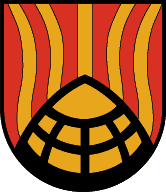
Auch Hart im Zillertal AT stellt diese traditionsreiche Brennstofferzeugung dar
Flammen als Heiligenattribut: (Schwaderloch CH)
stehen für den Märtyrertod, hier der Afra von Augsburg (Täferrot DE)
Feuer sind Feurs FR
Salamander mit Flammengloriole (Gennes FR)